# Lanz Pierce
Alana Michelle Josephs (Queens, Nova York, 23 de novembro de 1989) é uma rapper, cantora, compositora e produtora norte-americana. Foi criada em Nova Jersey.

## Vida e carreira
Nascida no Queens, Nova York, filha de Andrea Josephs, uma corretora de seguros, e de Michael Josephs, um advogado. Seu caminho no hip-hop foi moldado por conta do divórcio de seus pais, quando tinha apenas 6 anos de idade. Aos 11 anos, começou a compor suas rimas, influenciada por artistas como Tupac Shakur, Eminem, DMX, e Nas. Suas influências femininas incluem Missy Elliott e Lil Kim. Lanz saiu da escola aos 14 anos de idade e lutou por reconhecimento no palco, através do cenário do hip-hop underground. Em 2003, Lanz procurou pelo Quad Studios em Midtown Manhattan inúmeras vezes, eventualmente, em pessoa, aparecendo até no escritório deles. Depois de impressionar o empresário, com suas rimas, recebeu um estágio, mas permaneceu sem ser contratada.
Em fevereiro de 2006 assinou com a gravadora Interscope, seguida de uma aclamada apresentação em Chicago no festival Lollapalooza. Como compositora,  contribuiu em trabalhos com artistas como Three 6 Mafia, Focus, Stargate, JR Rotem, Organized Noize, Emile e Syience.
Em março de 2013 lançou seu primeiro EP, "Point of No Return" sob o selo de sua própria gravadora, a Innovators&Aviators, que foi distribuído pela Empire.

## Discografia
Álbums
- Editors Eye (2015)

Eps
- Point of No Return (2013)